# Ferrovia Gyeongchun

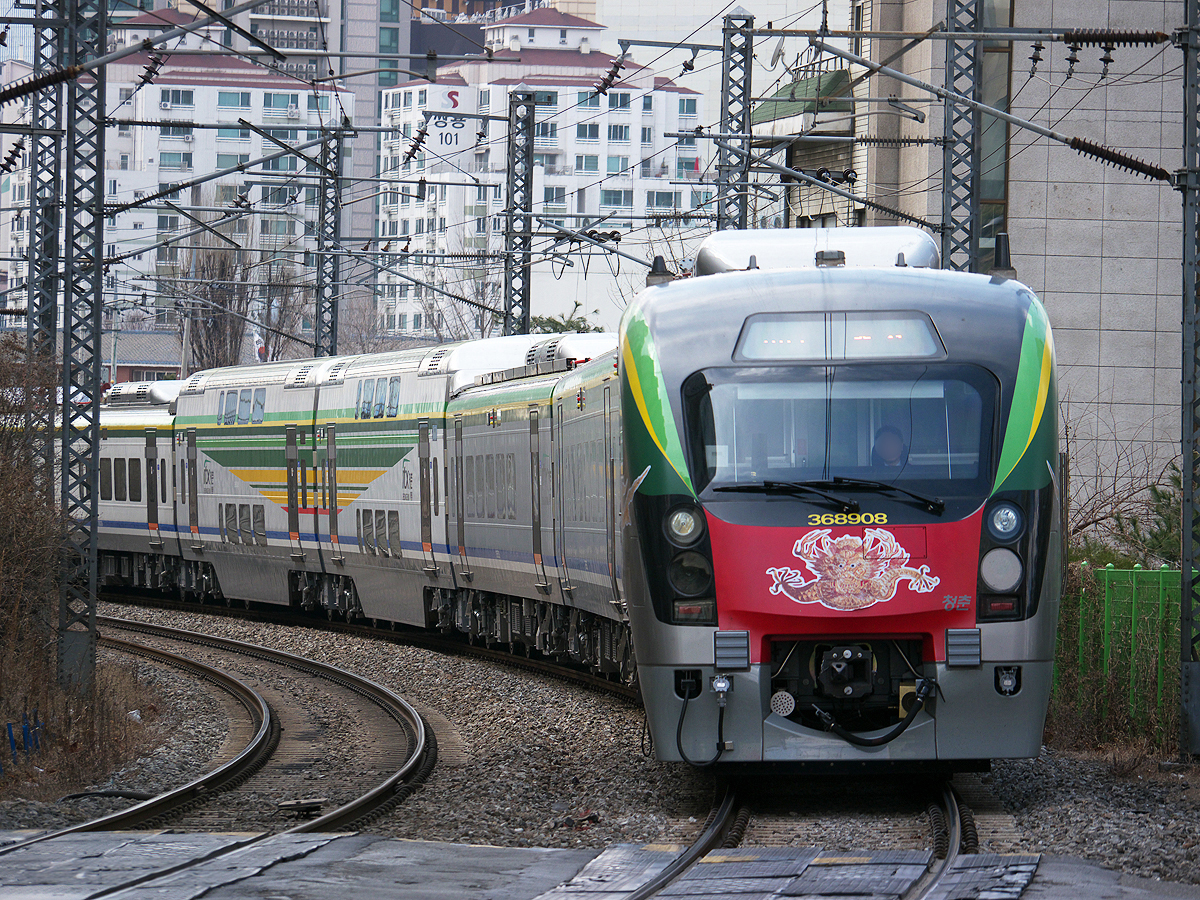
Un treno ITX in livrea speciale

La ferrovia Gyeongchun (경춘선 - 京春線, Gyeongchun-seon), dove Gyeong indica Seul e chun indica la città di Chuncheon, il termine della linea, è una ferrovia della Corea del Sud.

## Storia

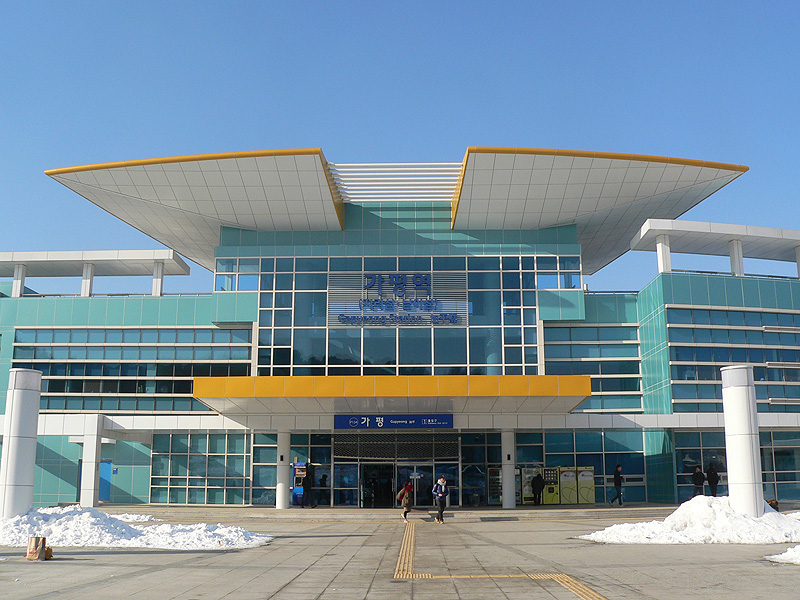
La stazione di Gapyeong, sulla linea

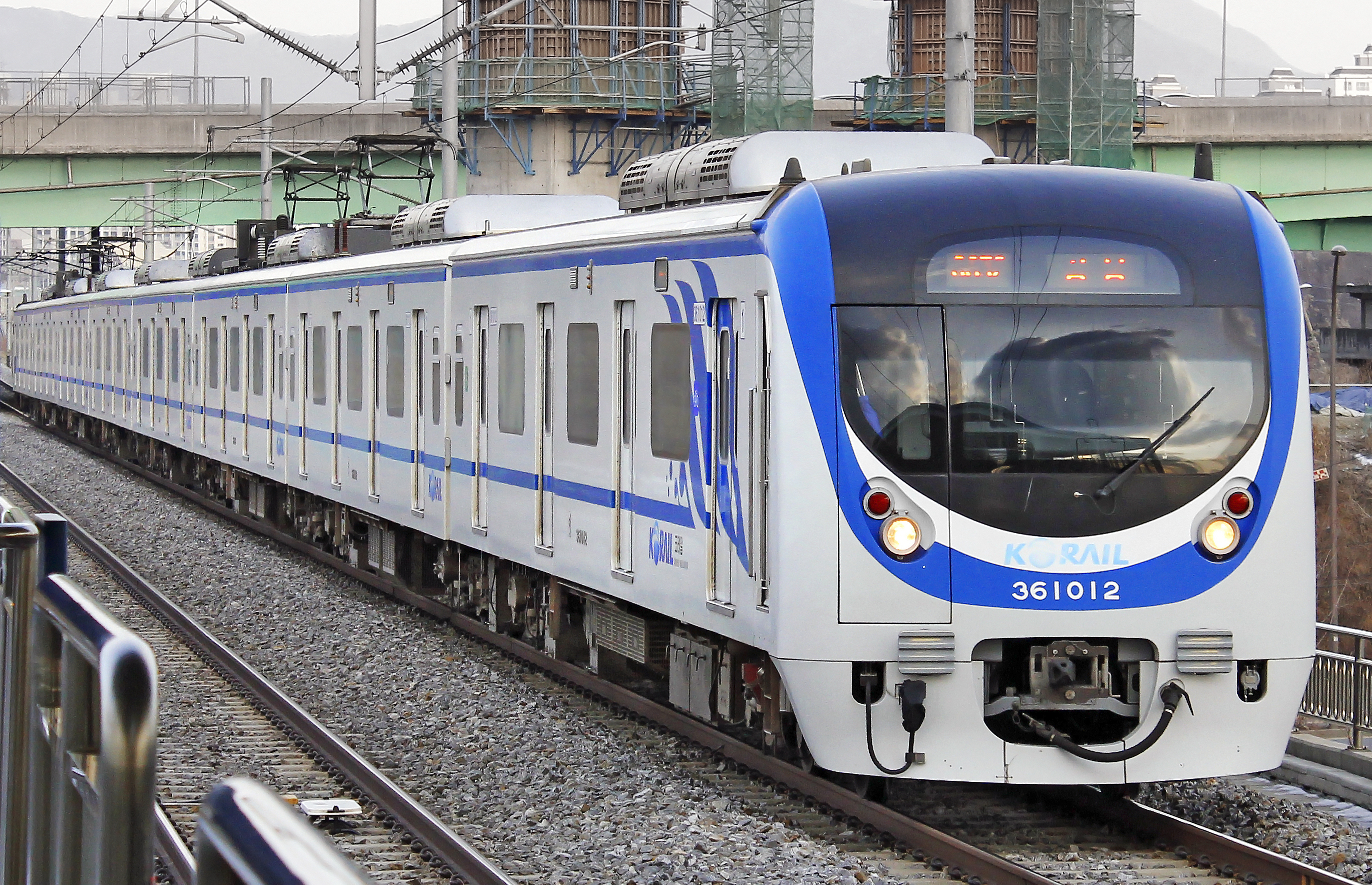
Treno della serie 361000 ripreso nella stagione invernale

La linea Gyeongchun fu aperta in origine il 25 luglio 1939 in tutta la sua lunghezza di 87,3 km da Seongbuk a Chuncheon.  Essendo quest'ultima una meta molto gettonata per gite scolastiche e viaggi di studenti, la linea ebbe sin da dubito un'ottima affluenza.

### Potenziamento della linea
La ferrovia è stata recentemente potenziata con diverse rettifiche di tracciato, il raddoppio e l'elettrificazione per permettere una velocità di 180 km/h. Fra Geumgok e Chunchon i lavori si sono protratti dal 1997 al 2010 su un tratto di 64,2 km e una spesa di 2151 miliardi di won. The remaining 17.9 km of the upgraded line was built with a separate budget of 574.124 billion won. I rimanenti 17,9 km della linea potenziata sono stati realizzati con un budget separato di 574 miliardi di won. Verso Seul, dopo la stazione di Toegyewon la nuova linea diverge dal percorso originario che terminava a Seongbuk, e si collega alla linea Jungang in corrispondenza della stazione di Mangu.
Il completamento della linea inizialmente era previsto per il 2004 ma problemi di diversa natura, fra cui la mancanza di fondi, posticiparono l'inaugurazione al 21 dicembre 2010.

### Futuro
In futuro apriranno nuove stazioni: Mukhyeon nel 2013 e Sinnae nel 2014.
È inoltre prevista la prosecuzione della linea verso oriente, da Chuncheon a Sokcho, dove si collegherà con la linea Donghae-Bukbu attualmente in progettazione, attraversando orizzontalmente tutto il Gangwon-do.

## Servizi

### Servizio metropolitano di Seul
La linea Gyeongchun è entrata a far parte della metropolitana di Seul a partire dal 21 dicembre 2010, grazie all'inaugurazione della tratta rettificata fino a Chuncheon, unendo quindi rapidamente la parte occidentale della regione del Gangwon-do con la capitale Seul.
Il nuovo servizio ha ridotto i tempi di percorrenza da 2 ore a 89 minuti, con diversi tipi di treni e schemi di fermata. La capacità è altresì stata quintiplicata, mentre il prezzo dei biglietti si è dimezzato.

### Servizio ITX
I nuovi collegamenti ITX (Intercity Train eXpress), la cui inaugurazione era prevista per fine 2011, sono slittati a febbraio 2012 a causa di alcuni problemi durante la fase di testing dei nuovi treni. Il servizio, utilizzando i nuovi treni della serie 368100, in grado di viaggiare a 180 km/h, collega ora Chuncheon con la stazione di Yongsan in 69 minuti.  I treni sono dotati anche di due carrozze a doppio piano, i primi di questo genere in Corea del Sud.

### Materiale rotabile
Sulla linea viaggiano 15 treni da 8 carrozze della serie 361000 prodotte da Hyundai Rotem, con una velocità massima di 110 km/h. Dal febbraio 2012 verranno inoltre introdotti i nuovi treni a due piani della serie 368000 per il servizio ITX (Intercity Train eXpress) in grado di viaggiare a 180 km/h.

### Servizi
Oltre ai treni locali, che fermano in tutte le stazioni della linea, la linea era percorsa da alcuni treni espressi (급행 - 急行 geuphaeng). Tuttavia, a partire da febbraio 2012 è stato inaugurato il nuovo servizio ITX - Chuncheon (Intercity eXpress), con diversi livelli di servizio. I treni dispongono di due casse a doppio piano e un maggior comfort rispetto agli elettrotreni utilizzati per il servizio locale.

### Stazioni
Legenda
Nella tabella sottostante vengono mostrati gli schemi delle fermate del servizio ITX - Chuncheon con ITX:
▲: alcuni treni fermano; ○: fermano tutti i treni tranne una coppia di non-stop; ●: fermano tutti i treni
| Numero stazione                                                                             | Stazione           | Stazione | Stazione | ITX | Collegamenti              | Linea            | Distanza interst. | Distanza totale | Posizione   | Posizione    |
| Numero stazione                                                                             | Alfabeto           | Hangŭl   | Hanja    | ITX | Collegamenti              | Linea            | in km             | in km           | Posizione   | Posizione    |
| ------------------------------------------------------------------------------------------- | ------------------ | -------- | -------- | --- | ------------------------- | ---------------- | ----------------- | --------------- | ----------- | ------------ |
|                                                                                             |                    |          |          |     |                           |                  |                   |                 |             |              |
| Servizio diretto da Sangbong via linea Jungang fino a Yongsan per i servizi ITX - Chuncheon |                    |          |          |     |                           |                  |                   |                 |             |              |
| 119                                                                                         | Gwangundae         | 광운대   | 光云大   |     | ● Linea 1                 | Linea Mangu      | 0.0               | -4.9            | Seul        | Nowon-gu     |
| K120                                                                                        | Sangbong           | 상봉     | 上鳳     | ▲   | ● Linea 7 ■ Linea Jungang | Linea Mangu      | 4.3               | -0.6            | Seul        | Jungnang-gu  |
| K121                                                                                        | Mangu              | 망우     | 忘憂     | \|  | ■ Linea Jungang           | Linea Mangu      | 0.6               | 0.0             | Seul        | Jungnang-gu  |
| K122                                                                                        | Sinnae             | 망우     | 忘憂     | \|  | ● Linea 5 (prevista)      | Linea Gyeongchun | 2.1               | 2.1             | Seul        | Jungnang-gu  |
| P123                                                                                        | Galmae             | 갈매     | 葛梅     | \|  |                           | Linea Gyeongchun | 4.7               | 5.3             | Gyeonggi-do | Guri-si      |
| P125                                                                                        | Byeollae           | 별내     | 別內     | \|  | ● Linea 8 (prevista)      | Linea Gyeongchun | 1.4               | 6.7             | Gyeonggi-do | Namyangju-si |
| P125                                                                                        | Toegyewon          | 퇴계원   | 退溪院   | ▲   |                           | Linea Gyeongchun | 1.6               | 8.3             | Gyeonggi-do | Namyangju-si |
| P126                                                                                        | Sareung            | 사릉     | 思陵     | ▲   |                           | Linea Gyeongchun | 3.3               | 11.6            | Gyeonggi-do | Namyangju-si |
| P127                                                                                        | Geumgok            | 금곡     | 金谷     | \|  |                           | Linea Gyeongchun | 3.6               | 15.2            | Gyeonggi-do | Namyangju-si |
| P128                                                                                        | Pyeongnae Hopyeong | 평내호평 | 坪內好坪 | ○   |                           | Linea Gyeongchun | 4.0               | 19.2            | Gyeonggi-do | Namyangju-si |
| P129                                                                                        | Cheonmasan         | 천마산   | 天摩山   | \|  |                           | Linea Gyeongchun | 4.2               | 22.8            | Gyeonggi-do | Namyangju-si |
| P130                                                                                        | Maseok             | 마석     | 磨石     | ▲   |                           | Linea Gyeongchun | 2.2               | 25.6            | Gyeonggi-do | Namyangju-si |
| P131                                                                                        | Daeseong-ri        | 대성리   | 大成里   | \|  |                           | Linea Gyeongchun | 7.4               | 33.0            | Gyeonggi-do | Gapyeong-gun |
| P132                                                                                        | Cheongpyeong       | 청평     | 淸平     | ▲   |                           | Linea Gyeongchun | 7.5               | 40.5            | Gyeonggi-do | Gapyeong-gun |
| P133                                                                                        | Sangcheon          | 상천     | 上泉     | \|  |                           | Linea Gyeongchun | 4.8               | 45.3            |             | Gapyeong-gun |
| P134                                                                                        | Gapyeong           | 가평     | 加平     | ○   |                           | Linea Gyeongchun | 7.1               | 52.4            |             | Gapyeong-gun |
| P135                                                                                        | Gulbongsan         | 굴봉산   | 屈峰山   | \|  |                           | Linea Gyeongchun | 4.7               | 57.1            | Gangwon-do  | Chuncheon-si |
| P136                                                                                        | Baegyang-ri        | 백양리   | 白楊里   | \|  |                           | Linea Gyeongchun | 2.9               | 60.0            | Gangwon-do  | Chuncheon-si |
| P137                                                                                        | Gangchon           | 강촌     | 江村     | ▲   |                           | Linea Gyeongchun | 5.3               | 65.3            | Gangwon-do  | Chuncheon-si |
| P138                                                                                        | Gimyujeong         | 김유정   | 金裕貞   | \|  |                           | Linea Gyeongchun | 7.4               | 72.7            | Gangwon-do  | Chuncheon-si |
| P139                                                                                        | Namchuncheon       | 남춘천   | 南春川   | ●   |                           | Linea Gyeongchun | 5.9               | 78.6            | Gangwon-do  | Chuncheon-si |
| P140                                                                                        | Chuncheon          | 춘천     | 春川     | ●   |                           | Linea Gyeongchun | 2.7               | 81.3            | Gangwon-do  | Chuncheon-si |
|                                                                                             |                    |          |          |     |                           |                  |                   |                 |             |              |